# زیتون کارمندی

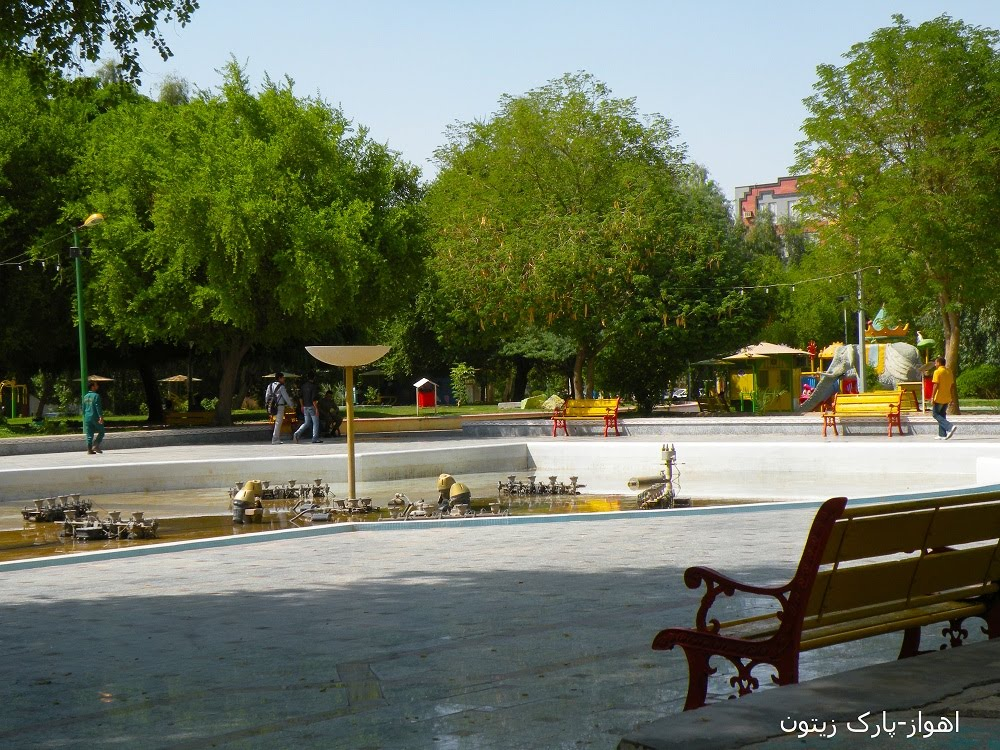
پارک زیتون

زیتون کارمندی در ناحیه شمال شرق رودخانه کارون و یکی از محله‌های اهواز است، که در ابتدا در اساس توسط شرکت ملی نفت ایران، برای کارمندان این شرکت بنا گردید و چون محلهٔ دیگری نیز با همین نام برای کارگران تأسیس شده بود، برای تفاوت قائل شدن بین آن‌ها، محله اول را زیتون کارمندی و دیگری را زیتون کارگری نامیدند.

امروزه منازل این محله واگذار گردیده و آپارتمان سازی چهرهٔ این محلهٔ به‌نسبت قدیمی را تغییر داده، گرچه هنوز تعداد انگشت شماری از منازل سازمانی نفت که به سبک و معماری آنها هستند باقی مانده اما به منطقه‌ای به‌نسبت مدرن تبدیل شده‌است و مراکز تجاری و تفریحی زیادی در این منطقه به چشم می‌خورد به همین علت قیمت ملک در این منطقه در این چندسال اخیر با افزایش زیادی همراه بوده‌است.

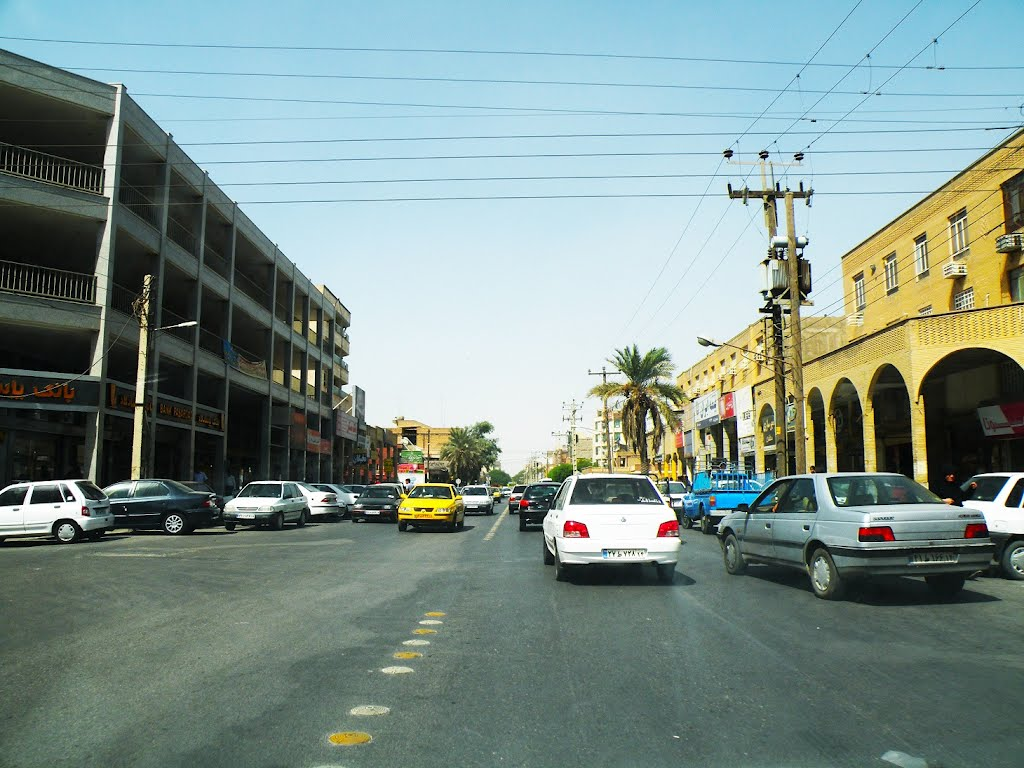
خیابان اصلی زیتون حدفاصل کندرو بزرگراه پاسداران به سمت فلکه چیتا

متأسفانه این محله دارای سرانه فضای سبز ناچیزی می‌باشد.

## مساجد
- مسجد امام علی واقع در تقاطع خیابان‌های زمرد و فیاض
- مسجد حضرت رسول واقع در تقاطع خیابان‌های هدایت و زمزم
- مسجد ابوذر واقع در تقاطع خیابان توحید (زاویه) و فردوس

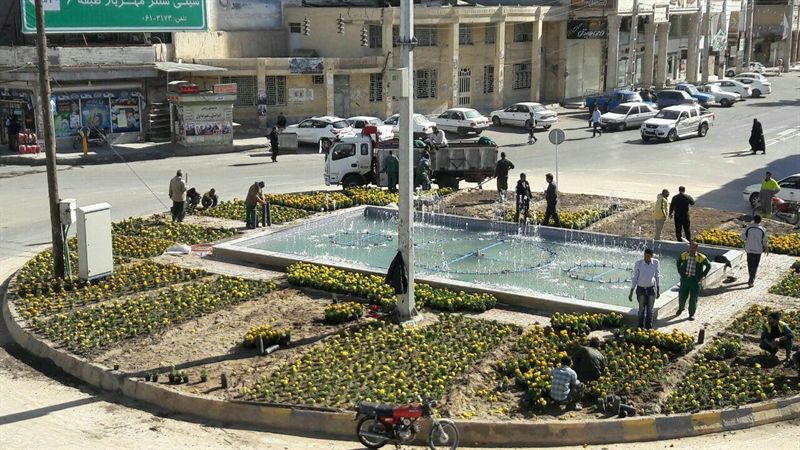
فلکه چیتا

- مسجد انبیا واقع در خیابان مرجان

## میدان‌ها
این منطقه دارای ۳ میدان است.
- فلکه چیتا
- فلکه پارک
- فلکه سنگر (وجه تشابه سنگر به این علت است که این مکان در زمان جنگ ایران و عراق سنگری جهت پناهگاه شهروندان احداث شده بود)

## جغرافیا
از خیابان‌های معروف می‌توان خیابان‌های حجت، کمیل،فاطمی، زاویه و زیبا و زیتون را نام برد.
این محله در جوار محلاتی چون کوی جواهری، فاز۴کوروش (کوی ملت)، کوی شاهد، کوی ملی‌راه و کوی بهزادشهر می‌باشد.

### ملی راه و بهزادشهر:
امروزه به‌دلیل افزایش ساخت‌وساز و گسترش شهری محلات ملی‌راه و بهزادشهر، به‌طورعملی جزعی از زیتون کارمندی قرار گرفته‌اند. در واقع ملی راه از حدفاصل فلکه سنگر آغاز شده و از خیابان‌های آن می‌توان مهران ، میترا، مانی ، مرجان،پرستو و فرشید ۱و۲ را اشاره کرد. در حدفاصل خیابان‌های پرستو و مرجان بازارچه ملی راه و مسجد انبیا واقع شده است.
بهزادشهر از حدفاصل خیابان زاهد آغاز شده و در تقاطع خیابان مناطق با پل فاز ۴ کوروش(پل کریدور دوم) خاتمه می یابد و شامل یک پارک و ۱۰ خیابان است که به نام قیصرامین پور یک تا ده نامگذاری شده است. که قیصرامین پور ۶تا۱۰ همگی بن بست هستند.
زیتون کارمندی دارای مکان‌های دیدنی زیادی مانند پارک سنتر و سیتی سنتر مهزیار و پارک زیتون می‌باشد.
پارک جنگلی شهروند و رصدخانه و پارک بانوان در جوار این محله قرار دارند.

## مراکز درمانی
بیمارستان بزرگ ابوذر تنها بیمارستان تخصصی اطفال در استان خوزستان در ابتدای خیابان توحید (زاویه) می‌باشد.

## مراکز آموزشی
دبستان: امیدآینده واقع در خیابان فاطمی نبش زمرد ـ دوازده فروردین واقع در خیابان فردوس ـ حضرت رقیه(س) واقع در تقاطع خیابان‌های هدایت و زمزم
دبیرستان: شاهد بهار اسلام واقع در خیابان‌های بندر و زمزم ـ امام خمینی  واقع در خیابان توحید ـ دبیرستان جنت واقع در خیابان توحید
هنرستان: استاد مطهری واقع در خیابان توحید(زاویه)